# Scotland Yard (jeu)
 (février 2025).
Si vous disposez d'ouvrages ou d'articles de référence ou si vous connaissez des sites web de qualité traitant du thème abordé ici, merci de compléter l'article en donnant les références utiles à sa vérifiabilité et en les liant à la section « Notes et références ».
Pour les articles homonymes, voir Scotland Yard (homonymie).
Scotland Yard est un jeu de société coopératif créé par Werner Schlegel, Dorothy Garrels, Fritz Ifland, Manfred Burggraf, Werner Scheerer et Wolf Hoerman en 1983 et édité par Ravensburger.
Pour 3 à 6 joueurs, à partir de 10 ans pour environ 30 minutes.
Le jeu a été renouvelé sous le nom de Mister X en 2009 par le même éditeur (Ravensburger).[réf. souhaitée]

## Principe général
Un des joueurs est Mister X, gangster en fuite dans Londres. Les autres joueurs, incarnant des détectives de Scotland Yard, doivent le capturer en coordonnant leurs mouvements.

## Règle du jeu

### Matériel
- 1 carte représentant le cœur de Londres et dont tous les points sont numérotés
- 6 pions : 5 à têtes colorées pour les détectives, 1 à tête transparente pour Mister X
- 18 jetons indiquant un point de départ
- 125 tickets :
  - 54 tickets de taxi,
  - 43 tickets de bus,
  - 23 tickets de métros,
  - 5 black tickets permettant à Mister X d'emprunter un transport quelconque, même un bateau
- 2 cartes « coup double », permettant à Mister X de jouer deux fois de suite
- 1 tableau de parcours

### Mise en place
Au début de la partie, chacun tire un jeton pour connaître son point de départ.
Mister X prend secrètement connaissance de son emplacement de départ. Il reçoit autant de black tickets qu'il y a de détectives, un nombre illimité de tickets de taxi, 3 tickets de bus, 3 tickets de métro et les 2 cartes « coup double » ; il prend également le tableau de parcours.
Chaque détective reçoit 10 tickets de taxi, 8 tickets de bus et 4 tickets de métro.

### But du jeu
Pour Mister X, le but est d'échapper aux détectives, l'objectif de ces derniers étant de le capturer avant qu'il n'effectue un 24e déplacement. Tous les joueurs se déplacent grâce à divers moyens de transport : taxi, bus et métro ; Mister X peut également utiliser jusqu'à deux fois les bateaux sur la Tamise.

### Déroulement
La position de Mr. X n'est connue qu'à certains moments de la partie. Le reste du temps, les détectives ne connaissent que le moyen de transport (taxi, bus, métro) utilisé par Mr. X.
À tour de rôle, Mr. X puis les détectives déplacent leur pion :
- Mr. X, ne fait que noter sur une feuille ses déplacements (i.e. la case vers laquelle il se déplace) et cache cette destination par un ticket correspondant au moyen de transport utilisé[1];
- Les détectives donnent à Mr. X un ticket correspondant au moyen de transport utilisé pour effectuer leurs déplacements qu'ils effectuent sur le plateau[1].

Après son troisième déplacement, puis tous les 5 déplacements, Mr. X doit révéler aux détectives la case sur laquelle il se trouve. Ceux-ci profitent de cette occasion pour affiner leur position et essayer d'encercler Mr. X. Comme entre chaque révélation de position de Mr. X, celui doit préciser quel moyen de transport il utilise, les détectives peuvent essayer de deviner où il se trouve à chaque instant.
Si pour un déplacement donné, Mr. X ne veut pas préciser quel moyen de transport il utilise, il place un ticket noir à la place du ticket de transport correspondant ; il peut également utiliser ce ticket noir pour se déplacer en bateau sur la Tamise qu'il est le seul à pouvoir emprunter.
Il peut également, lorsque vient son tour de se déplacer, utiliser une carte « coup double » pour effectuer deux déplacements en un tour. La carte « coup double » est alors remise à son voisin détective de droite qui pourra l'utiliser à son tour et qui la passera alors à nouveau à son voisin de droite, et ainsi de suite jusqu'à ce que la carte « coup double » soit jouée par le dernier détective.

### Fin de partie et vainqueur
La partie est gagnée par les détectives s'ils attrapent Mr. X avant son 24e mouvement, c’est-à-dire, si un détective se trouve à un moment de la partie sur la même case que Mr. X.
Mr. X, lui, gagne la partie s'il réussit à échapper aux détectives jusqu'à effectuer son 24e déplacement, car alors, les détectives n'ont plus de ticket pour se déplacer.

## Jeux dérivés
En 1999 est sorti N.Y. Chase qui est une adaptation sur une carte de Manhattan. Les joueurs disposent en plus d'hélicoptères pour attraper Mister X.
En 2011 est sorti Scotland Yard édition suisse qui est une adaptation sur une carte de la Suisse. Les joueurs disposent de policiers cantonaux (pions comportant des anneaux) en plus des détectives habituels pour attraper Mister X. Les taxis sont remplacés par des cars postaux, les bus par des trains et le métro par l'avion. Mister X a la possibilité de récupérer une carte « coup double » s'il se trouve sur une station de ski. Seuls les détectives paient les courses à Mister X. Les policiers cantonaux se déplacent gratuitement. Après les 8e (A), 13e (B) et 18e coups (C) de Mister X les détectives peuvent placer six barrages (tirés au sort sur un total de huit) sur le plateau de jeu pour encore plus restreindre les déplacements de Mister X.

## Adaptations en jeu vidéo
Le jeu a connu deux adaptations en jeu vidéo : une première intitulée Scotland Yard Interactive, publiée par AVM AG/HQ sur CD-i en 1993[réf. obsolète], et une deuxième, Scotland Yard, pour PC sous Windows, coproduite par Ravensburger Interactive et Cryo Interactive en 1998.

## Récompenses
- Spiel des Jahres  1983
- Sceau d'excellence Option consommateurs (pour N.Y. Chase) 2001